# التنانين العظام
التنانين العظام أو التنين هو وحش بحري في الكنعانية والفينيقية، وتستخدمه الأساطير العبرية كرمز للفوضى والشر.

ورد في سفر التكوين:

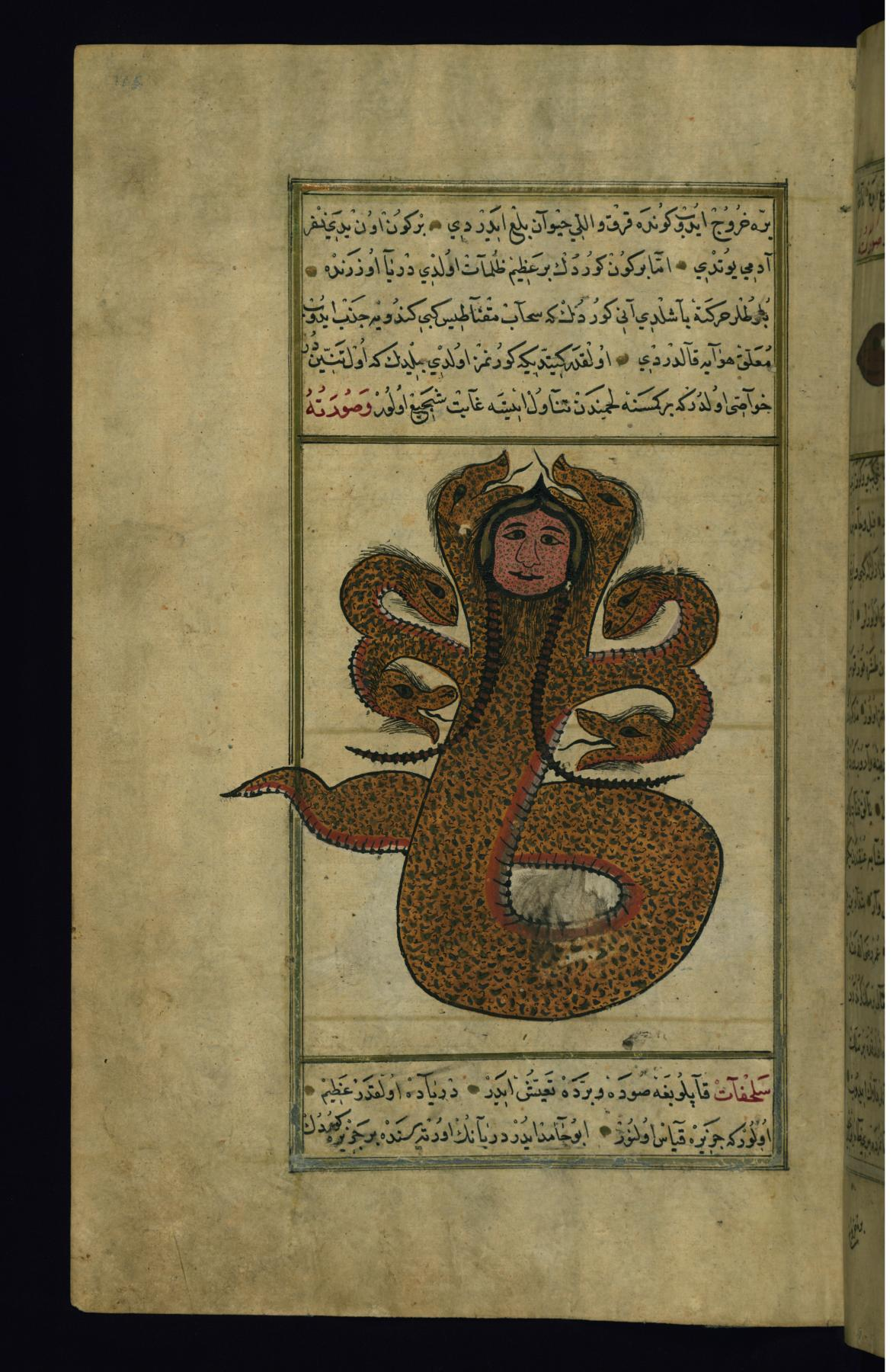
التنين، رسمها القزويني (1203–1283).

| التنانين العظام | فَخَلَقَ اللهُ التَّنَانِينَ الْعِظَامَ، وَكُلَّ ذَوَاتِ الأَنْفُسِ الْحيَّةِ الدَّبَّابَةِ الَّتِي فَاضَتْ بِهَا الْمِيَاهُ كَأَجْنَاسِهَا، وَكُلَّ طَائِرٍ ذِي جَنَاحٍ كَجِنْسِهِ. وَرَأَى اللهُ ذلِكَ أَنَّهُ حَسَنٌ | التنانين العظام |
| — تكوين 21:1    | |                 |